# Campeonato Mundial de Boxeo Aficionado
El Campeonato Mundial de Boxeo Aficionado es la máxima competición internacional de boxeo aficionado. Es organizado desde 1974, hasta 2023 por la Asociación Internacional de Boxeo Aficionado (AIBA), y desde 2025 por World Boxing. Deade 1989 se realiza cada año impar.
Desde 2001 se realiza por separado, en distinta fecha y sede, el Campeonato Mundial de Boxeo Aficionado Femenino.
Las categorías en las que se compite actualmente por el título mundial son las ocho siguientes: 
- peso mosca (52 kg), pluma (57 kg), wélter ligero (63 kg), wélter (69 kg), medio (75 kg), semipesado (81 kg), pesado (91 kg) y superpesado (+91 kg).

## Ediciones
| Núm.                        | Año  | Sede          | País           |
| --------------------------- | ---- | ------------- | -------------- |
| Realizados por la AIBA      |      |               |                |
| I                           | 1974 | La Habana     | Cuba           |
| II                          | 1978 | Belgrado      | Yugoslavia     |
| III                         | 1982 | Múnich        | RFA            |
| IV                          | 1986 | Reno          | Estados Unidos |
| V                           | 1989 | Moscú         | URSS           |
| VI                          | 1991 | Sídney        | Australia      |
| VII                         | 1993 | Tampere       | Finlandia      |
| VIII                        | 1995 | Berlín        | Alemania       |
| IX                          | 1997 | Budapest      | Hungría        |
| X                           | 1999 | Houston       | Estados Unidos |
| XI                          | 2001 | Belfast       | Reino Unido    |
| XII                         | 2003 | Bangkok       | Tailandia      |
| XIII                        | 2005 | Mianyang      | China          |
| XIV                         | 2007 | Chicago       | Estados Unidos |
| XV                          | 2009 | Milán         | Italia         |
| XVI                         | 2011 | Bakú          | Azerbaiyán     |
| XVII                        | 2013 | Almaty        | Kazajistán     |
| XVIII                       | 2015 | Doha          | Catar          |
| XIX                         | 2017 | Hamburgo      | Alemania       |
| XX                          | 2019 | Ekaterimburgo | Rusia          |
| XXI                         | 2021 | Belgrado      | Serbia         |
| XXII                        | 2023 | Taskent       | Uzbekistán     |
| Realizados por World Boxing |      |               |                |
| XXIII                       | 2025 | Liverpool     | Reino Unido    |

## Medallero histórico
- Actualizado a Taskent 2023.

| Núm. | País                 | Oro | Plata | Bronce | Total |
| ---- | -------------------- | --- | ----- | ------ | ----- |
| 1    | Cuba                 | 81  | 38    | 30     | 149   |
| 2    | Rusia                | 44  | 34    | 45     | 123   |
| 3    | Kazajistán           | 18  | 16    | 22     | 56    |
| 4    | Estados Unidos       | 18  | 13    | 19     | 50    |
| 5    | Uzbekistán           | 14  | 17    | 20     | 51    |
| 6    | Bulgaria             | 8   | 8     | 19     | 35    |
| 7    | Ucrania              | 7   | 12    | 11     | 30    |
| 8    | Rumania              | 7   | 5     | 17     | 29    |
| 9    | Azerbaiyán           | 7   | 5     | 12     | 24    |
| 10   | Francia              | 6   | 7     | 17     | 30    |
| 11   | Italia               | 6   | 4     | 15     | 25    |
| 12   | Alemania             | 5   | 14    | 46     | 65    |
| 13   | China                | 3   | 2     | 9      | 14    |
| 14   | Hungría              | 3   | 1     | 6      | 10    |
| 15   | Turquía              | 2   | 4     | 11     | 17    |
| 16   | Corea del Sur        | 2   | 3     | 8      | 13    |
| 17   | Puerto Rico          | 2   | 1     | 3      | 6     |
| 18   | Japón                | 2   | 1     | 2      | 5     |
| 19   | Serbia               | 1   | 6     | 13     | 20    |
| 20   | Mongolia             | 1   | 5     | 7      | 13    |
| 21   | Inglaterra           | 1   | 4     | 9      | 14    |
| 22   | Tailandia            | 1   | 4     | 7      | 12    |
| 23   | Irlanda              | 1   | 3     | 9      | 13    |
| 24   | Polonia              | 1   | 3     | 9      | 13    |
| 25   | Brasil               | 1   | 3     | 6      | 10    |
| 26   | Armenia              | 1   | 2     | 9      | 12    |
| 27   | Georgia              | 1   | 2     | 8      | 11    |
| 28   | Nigeria              | 1   | 1     | 3      | 5     |
| 29   | Kenia                | 1   | 1     | 0      | 2     |
| 30   | Marruecos            | 1   | 0     | 2      | 3     |
| 31   | Uganda               | 1   | 0     | 1      | 2     |
| 32   | Venezuela            | 0   | 5     | 6      | 11    |
| 33   | Bielorrusia          | 0   | 3     | 7      | 10    |
| 34   | Filipinas            | 0   | 3     | 3      | 6     |
| 35   | Finlandia            | 0   | 3     | 2      | 5     |
| 36   | Corea del Norte      | 0   | 2     | 5      | 7     |
| 37   | Argelia              | 0   | 2     | 2      | 4     |
| 38   | Países Bajos         | 0   | 2     | 2      | 4     |
| 39   | India                | 0   | 1     | 9      | 10    |
| 40   | Canadá               | 0   | 1     | 4      | 5     |
| 40   | Lituania             | 0   | 1     | 4      | 5     |
| 42   | Argentina            | 0   | 1     | 2      | 3     |
| 42   | Gales                | 0   | 1     | 2      | 3     |
| 44   | Croacia              | 0   | 1     | 1      | 2     |
| 44   | Ecuador              | 0   | 1     | 1      | 2     |
| 46   | Australia            | 0   | 0     | 5      | 5     |
| 46   | Egipto               | 0   | 0     | 5      | 5     |
| 46   | España               | 0   | 0     | 5      | 5     |
| 46   | Tayikistán           | 0   | 0     | 4      | 4     |
| 50   | República Checa      | 0   | 0     | 4      | 4     |
| 50   | Suecia               | 0   | 0     | 4      | 4     |
| 52   | Eslovaquia           | 0   | 0     | 2      | 2     |
| 52   | México               | 0   | 0     | 2      | 2     |
| 52   | Noruega              | 0   | 0     | 2      | 2     |
| 52   | República Dominicana | 0   | 0     | 2      | 2     |
| 56   | Albania              | 0   | 0     | 1      | 1     |
| 56   | Bélgica              | 0   | 0     | 1      | 1     |
| 56   | Camerún              | 0   | 0     | 1      | 1     |
| 56   | Colombia             | 0   | 0     | 1      | 1     |
| 56   | Costa Rica           | 0   | 0     | 1      | 1     |
| 56   | Dinamarca            | 0   | 0     | 1      | 1     |
| 56   | Escocia              | 0   | 0     | 1      | 1     |
| 56   | Ghana                | 0   | 0     | 1      | 1     |
| 56   | Irán                 | 0   | 0     | 1      | 1     |
| 56   | Jordania             | 0   | 0     | 1      | 1     |
| 56   | Kirguistán           | 0   | 0     | 1      | 1     |
| 56   | Nueva Zelanda        | 0   | 0     | 1      | 1     |
| 56   | Pakistán             | 0   | 0     | 1      | 1     |
| 56   | Panamá               | 0   | 0     | 1      | 1     |
| 56   | Reino Unido          | 0   | 0     | 1      | 1     |
| 56   | Trinidad y Tobago    | 0   | 0     | 1      | 1     |
|      | TOTAL                | 248 | 246   | 496    | 990   |

1. ↑  Incluye las medallas obtenidas por la URSS.
2. ↑  Incluye las medallas obtenidas por la RFA y la RDA entre 1949 y 1990.
3. ↑  Incluye las medallas obtenidas por la RFS de Yugoslavia, la RF de Yugoslavia y Serbia y Montenegro.
4. ↑  Incluye las medallas obtenidas por Checoslovaquia.
5. ↑  El Reino Unido compite por medio de sus cuatro naciones constituyentes: Escocia, Gales, Inglaterra e Irlanda del Norte, pero en la edición de 2015 participó excepcionalmente como Reino Unido.